# Томас Бічем
Томас Бічем (англ. Thomas Beecham; 29 квітня 1879 Сент-Хеленс Англія — 8 березня 1961 Лондон Англія) — англійський оперний диригент і балетний імпресаріо.
Здобув освіту в Оксфорді, брав уроки композиції в Чарльза Вуда в Лондоні та Моріца Мошковського в Парижі.
У 1906 році він створив Новий симфонічний оркестр, у 1932 році — Лондонський філармонічний, в 1946-му — Королівський філармонічний оркестри. Останній очолював до самої смерті в 1961 році. Здійснив велику кількість записів творів композиторів XVIII — початку XX століть.